# Baggala
Una bàggala (o bàgala; dall'arabo ﺑﻐﻠـة bagla) è un veliero arabo.

## Descrizione
Le baggala era dotata di due alberi, su ognuno dei quali cui era inferita una grande vela trapezoidale. La poppa era sopraelevata rispetto al ponte di coperta e scolpita come gli antichi vascelli europei del XVII secolo, la prua era bassa e slanciata. Le sue dimensioni andavano dai 30 ai 50 metri di lunghezza per una larghezza oscillante da 7 a 9 metri.

## Utilizzi
Poteva stazzare da 150 a 500 tonnellate, motivo per cui la baggala era utilizzata come nave da carico mercantile.

Sui mari orientali (oceano Indiano essenzialmente), le baggale erano spesso armate da pirati e corsari, che la prediligevano per la leggerezza delle loro attrezzature e per la facilità di manovra.

## Gallery

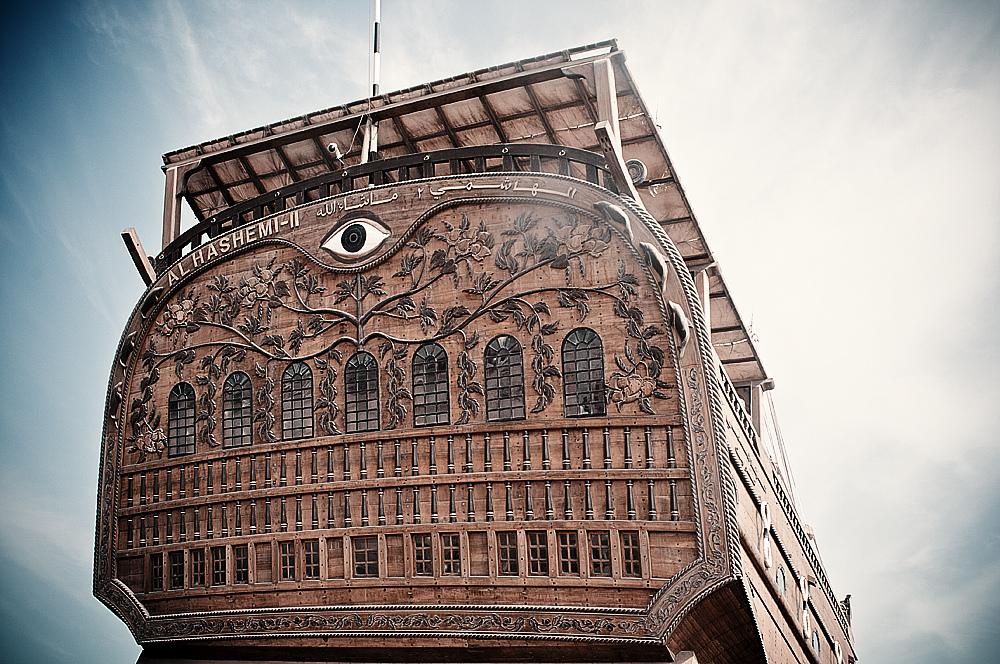
Vista poppiera della baggala kuwaitiana Al Hashimi-II (ﺍﻟﻬﺎﺷﻤﻲ ۲). Tra il nome arabo e la sommaria traslitterazione in caratteri latini è aggiunta l'espressione augurale mā shāʾ Allāh (Ciò che vuole Allāh)
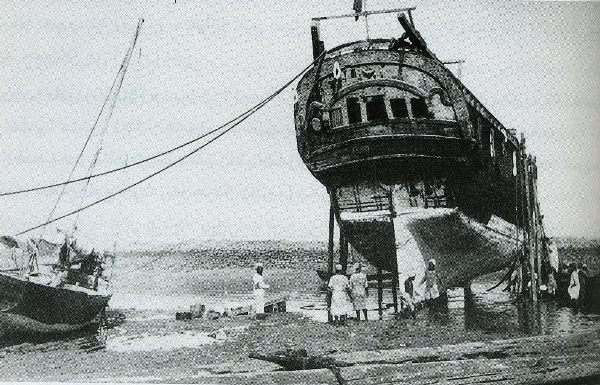
Baggala a terra
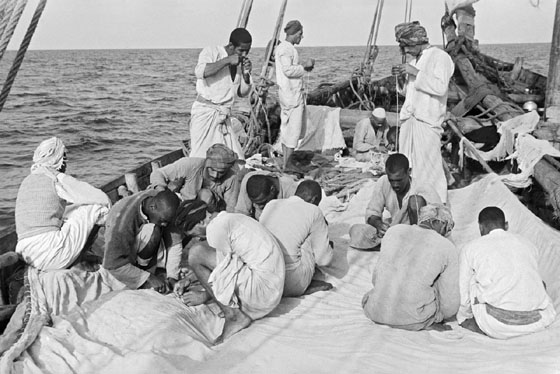
L'equipaggio d'una baggala